# みちのく国際ミステリー映画祭
みちのく国際ミステリー映画祭 (Michinoku International Mystery Film Festival) は、岩手県盛岡市で1997年から2006年まで開催されたミステリーをテーマにした映画祭である。
日本・アジアの映画が中心で、「新人監督奨励賞」と「角川オフシアター・コンペティション」の2つのコンペティションがあり、毎年10月（1997年と1998年は6月開催）に開催された。第10回まで開催されたのを一区切りとし、2007年度からは「いわて盛岡映画祭」と名称変更して、ミステリーの枠にとらわれない新しい映画祭へ継承されることとなった。
さらに2008年は、「もりおか映画祭」と再改称して開催されることとなった。

## 概要
「映画を愛する街」盛岡で映画祭を開こうとの気運が、地元在住のミステリー作家（高橋克彦・中津文彦・斎藤純）や映画愛好者の間で高まり、地元マスコミや映画関係者の協力を得て1997年6月に第1回映画祭を開催し、以降毎年映画監督・俳優・作家などのゲストを迎えて開催された（第1回と第2回は6月開催、第3回以降は毎年10月開催）。イラスト・デザインは、和田誠（第6回から）。
主催・みちのく国際ミステリー映画祭実行委員会、支援・文化庁、助成団体・盛岡市、特別協力・仏コニャック国際ミステリー映画祭協会、オフィシャルスポンサー・角川書店、オフィシャルドリンクパートナーズ・キリンビール岩手支社など。

## 会場
- ピカデリー
- 中劇1
- 中劇2
- 盛岡フォーラム1
- 大通りLiRiO
- プラザおでって
- 啄木・賢治青春館
- クィーンズフォンテ
- ホテルロイヤル盛岡

(※2005年開催時)

## 受賞作品・受賞者

### 新人監督奨励賞グランプリ
- 第1回(1997年)『女優霊』監督：中田秀夫
- 第2回(1998年)『OPEN HOUSE』監督：行定勲
- 第3回(1999年)『ポルノスター』監督：豊田利晃
- 第4回(2000年)『ブリスター!』監督：須賀大観
- 第5回(2001年)『ココニイルコト』監督：長澤雅彦
- 第6回(2002年)　該当作品なし
- 第7回(2003年)『蛇イチゴ』監督：西川美和　　特別観客賞『ロッカーズ』監督：陣内孝則
- 第8回(2004年)『ジャンプ』監督：竹下昌男
- 第9回(2005年)『誰がために』監督：日向寺太郎　審査員特別賞『ジーナ・K』主演女優：SHUUBI

### オフシアター・コンペティション部門
- 第1回(1997年)　オフシアターフェスティバルとして開催
- 第2回(1998年)
- 第3回(1999年)『100匹目のサル』監督：伊刀嘉紘　　審査員特別賞『耳擦』監督：本田修一
- 第4回(2000年)『オートマミー』監督：中田秀人
- 第5回(2001年)『よろしく5人』監督：辻本貴則
- 第6回(2002年)『レイズライン』監督：福谷修
- 第7回(2003年)『美女缶』監督：筧昌也
- 第8回(2004年)『春雨ワンダフル』監督：青山あゆみ
- 第9回(2005年)『モリムラ』監督：村山圭吾
- 第10回(2006年)『shoes』監督：山本英行

## 主な参加ゲスト
- 第1回  (1997年)
  - 映画監督：岡本喜八、鈴木清順、大森一樹、中田秀夫、SABU、佐藤嗣麻子、野火明　他。
  - 俳優：島田陽子、神山繁、牧瀬里穂、大沢樹生、中村俊介、安聖基、李丹　他。
  - 作家：高橋克彦、中津文彦、斎藤純、北方謙三、阿刀田高、宮部みゆき、井沢元彦、大沢在昌、逢坂剛、瀬名秀明、ジョゼ・ジョヴァンニ
  - その他：弘田三枝子（歌手）、ザ・グレート・サスケ（プロレスラー）、小松沢陽一（東京国際ファンタスティック映画祭プロデューサー）、リオネル・シュシャン（仏コニャック国際ミステリー映画祭プロデューサー）　他。

- 第2回  (1998年)
  - 映画監督：大林宣彦、中田秀夫、明石知幸、崔洋一、石井輝男、行定勲、田口浩正、ヴィンチェンゾ・ナタリ　他。
  - 俳優：林隆三、余貴美子、椎名英姫、松尾れい子、安達祐実、ジャン＝ルイ・トランティニャン　他。
  - 作家：大沢在昌、桐野夏生、京極夏彦、篠田節子、山崎洋子、林真理子、北方謙三、高橋克彦、中津文彦、斎藤純
  - その他：大橋美加（歌手）、さいとう・たかを（劇画作家）、品田雄吉（映画評論家）、黒井和男（キネマ旬報社社長・映画祭特別顧問）　他。

- 第3回  (1999年)
  - 映画監督：市川崑、篠田正浩、手塚眞、中原俊、行定勲、石井克人、清水浩、豊田利晃、矢城潤一　他。
  - 俳優：富司純子、かたせ梨乃、橋本麗香、ミレーヌ・ドモンジョ
  - 作家：馳星周、東野圭吾、北方謙三、大沢在昌、高橋克彦、中津文彦、斎藤純
  - その他：あがた森魚（歌手）、渡辺武信（映画評論家）、細越麟太郎（エッセイスト・洋画評論）、植草信和（キネマ旬報社）黒井和男　他。

- 第4回  (2000年)
  - 映画監督：和田誠、水野晴郎、沢田幸弘
  - 俳優：桃井かおり、真田広之、宍戸錠、ミッシェル・リー
  - 作家：貴志祐介、岩井志麻子、真保裕一、逢坂剛、馳星周、北方謙三、高橋克彦、中津文彦、斎藤純
  - その他：襟川クロ（映画パーソナリティ）、細越麟太郎、宮本まさ江（スタイリスト）　黒井和男　他。

- 第5回　(2001年)
  - 映画監督：佐藤純彌、チャン・ジン、長澤雅彦、キム・ジョンゴン、矢部充彦、中嶋竹彦
  - 俳優：佐伯日菜子、高田宏太郎
  - 作家：菊地秀行、内舘牧子、藤原伊織、香納諒一、宮部みゆき、逢坂剛、北方謙三、高橋克彦、中津文彦、斎藤純
  - その他：立川志らく（落語家）、襟川クロ、田代親世（映画ライター）、細越麟太郎、植草信和　他。

- 第6回　(2002年)
  - 映画監督：篠田正浩、石井聰亙、行定勲、ペ・チャンホ、キム・デスン　他。
  - 俳優：榎木孝明、倍賞美津子、戸田昌宏、イ・ウンジュ
  - 作家：内田康夫、平谷美樹、北上秋彦、岩井志麻子、逢坂剛、北方謙三、大沢在昌、高橋克彦、中津文彦、斎藤純
  - その他：襟川クロ、田代親世、細越麟太郎、黒井和男

- 第7回　(2003年)
  - 映画監督：北村龍平、陣内孝則（俳優）、西川美和、飯塚健、山下敦
  - 俳優：玉木宏、中山忍、中村俊介、スティーブン・フォン
  - 作家：石田衣良、瀬名秀明、逢坂剛、北方謙三、高橋克彦、中津文彦、斎藤純
  - その他：チャ・スンジェ（韓国・映画プロデューサー）、オ・ジョンワン（韓国・映画プロデューサー）、類家明日香（タレント）、木村満里子（映画ライター）襟川クロ、細越麟太郎、黒井和男（角川大映社長）、植草信和、田代親世、

- 第8回　(2004年)
  - 映画監督：梶間俊一、竹中直人（俳優）、緒方明、竹下昌男、井口奈己、チャン・ソヌ、キム・ジョンヒョン、キム・ソンホ
  - 俳優：村上弘明、津田寛治、ロイ・チョン、ペ・ドゥナ
  - 作家：熊谷達也、岩井志麻子、逢坂剛、北方謙三、高橋克彦、中津文彦、斎藤純
  - その他：加藤貢（プロデューサー）、チャ・スンジ（韓国プロデューサー）、稲垣尚夫（美術監督）、種田陽平（美術監督）

- 第9回　(2005年)
  - 映画監督：行定勲、鳥井邦男、芳田秀明、明石知幸、久保朝洋、チャン・ジン、日向寺太郎、藤江儀全　他。
  - 俳優：原沙知絵、葛山信吾、村上淳、中村美玲
  - 作家：原田宗典、川田武、諸田玲子、高橋克彦、中津文彦、斎藤純
  - その他：川又昴（撮影監督）、襟川クロ、田代親世　他。

- 第10回　(2006年)
  - 映画監督：和田誠、高山由紀子、篠原哲雄、佐々部清、高橋栄樹　
  - 俳優：北大路欣也、吉川ひなの、風間トオル、板谷由夏
  - 作家：西木正明、島本理生、中津文彦、伊坂幸太郎、高橋克彦、斎藤純
  - その他：岡本みね子、細越麟太郎、植草信和、渡辺祥子、襟川クロ